# 雷霆级战列舰
雷霆级风帆战列舰（英语：Tonnant-class ship of the line，法语：Classe Tonnant）是法国舰船设计师雅克-诺埃尔·塞涅于1787年设计的一款80门炮风帆战列舰。雷霆级战列舰的侧舷火力投射量达1,140磅，与同时期英国74炮战列舰相比，雷霆级风帆战列舰的火力投射量高出约50%，超过了同期英国100炮三层甲板战列舰的火力投射量。

## 历史
美国独立战争结束后，虽然美国在法国帮助下成功独立，但独立战争期间的消耗严重拖垮了法国本国的经济。包含贷款在内，法国在独立战争期间的花费超过了3,200万里弗尔（法镑）。
据此，海军大臣卡斯特里元帅（Maeshal de Castries, 1727-1800）要求战舰设计标准化以降低成本。最终塞涅赢下了所有三种不同的主力舰标准化设计竞标，包括：1782年完成的鲁莽级74炮战列舰方案，1784年完成的海洋级118炮战列舰方案，以及1787年完成的雷霆级80炮战列舰方案。
雅克-诺埃尔·塞涅设计的雷霆级风帆战列舰的方案于1787年9月29日获得批准，最终建成了8艘雷霆级风帆战列舰。第一批五艘雷霆级风帆战列舰于1787年至1793年间开始建造，并在十八世纪九十年代陆续完工。1794年1月，法国政府在土伦港订购了六艘按照雷霆级风帆战列舰设计建造的战列舰，但最终仅有三艘被命名并实际开工建造。
雷霆级风帆战列舰的服役期间，大多数同级舰只在战争中被英国皇家海军俘获或摧毁，只有闪电号一艘在战争中得以幸免。被英国海军缴获的战列舰因其设计特点前卫，而受到英国海军军官的重视，在缴获的几艘战列舰中其中四艘长期服役于皇家海军，其中富兰克林号在被俘后作为HMS老人星号（HMS Camopus）服役到1887年才出售拆解，为皇家海军服役了长达89年。
雷霆级风帆战列舰及其后续改型构成了法国海军在王国，共和国，帝国以及复辟时期服役的标准化80炮主力舰。从1802年起，雷霆级风帆战列舰逐步被塞涅的改进设计布森陶尔级80炮双层甲板战列舰取代。布森陶尔级战列舰最终建成了二十一艘。

## 设计
在英国皇家海军的分类中，装备64-90门火炮的战舰被泛指为三等战列舰，被俘虏的雷霆级风帆战列舰在皇家海军的序列中被归为三等战列舰。而在法国海军中雷霆级风帆战列舰被归为二等战列舰。
与同时期的法国标准74炮战列舰鲁莽级风帆战列舰相比，雷霆级风帆战列舰在各方面占据显著优势。鲁莽级风帆战列舰总长55.9米，宽14.9米。雷霆级风帆战列舰总长59.26米，宽15.26米。由于舰体更为修长，雷霆级风帆战列舰的航速更快，机动性更强。火力方面，鲁莽级风帆战列舰的火力投射量为910里弗尔（法磅），雷霆级风帆战列舰为1,140里弗尔。
与同时期的英国三层甲板风帆战列舰相比，雷霆级风帆战列舰的火力也毫不逊色。以胜利号在1805年的状态举例，胜利号风帆战列舰的火力投射量达到了1,148英磅，相当于1,064里弗尔，低于雷霆级风帆战列舰1,140里弗尔的投射量。
雷霆级风帆战列舰被认为是同时代设计最好的战舰之一，航速快、机动性良好、火力强大，是同时期所有欧洲舰队的设计标杆。

## 乘员
根据1786年法规，雷霆级风帆战列舰战时乘员须达到854人，其中包括：12名军官，7名学徒，20名士官，45名炮手，7名舵手，503名水兵，130名海军陆战队，60名乘务员，14名编外人员和13名服务员。平日乘员须达到594人。
在共和国和帝国时期，乘员人数进一步增加至战时866人，平日626人。

## 舰船名单

### 雷霆号
- 建造地：布雷斯特
- 始建时间：1790年10月
- 下水时间：1793年6月8日
- 建成时间：1793年9月
- 结局：1798年8月2日在尼罗河战役中被皇家海军俘虏，加入皇家海军并更名为HMS雷霆号（HMS Tonnant），于1821年拆解。

### 不挠号
- 建造地：布雷斯特
- 始建时间：1788年9月
- 下水时间：1790年12月20日
- 建成时间：1793年4月
- 结局：在特拉法加海战后，于1805年10月22日在罗塔岛附近沉没。

### 无比号
- 建造地：土伦
- 始建时间：1787年12月
- 下水时间：1789年10月24日
- 建成时间：1790年9月
- 结局：1794年6月1日在第四次乌尚特海战中被皇家海军俘虏，加入皇家海军并更名为HMS无比号（HMS Sans Pareil），于1842年10月被拆解。

### 团结号
- 建造地：布雷斯特
- 始建时间：1793年5月
- 下水时间：1799年7月8日
- 建成时间：1799年10月
- 结局：1802年2月5日更名为亚历山大号，1805年2月6日在圣多明各海战中被皇家海军俘虏，加入皇家海军并更名为HMS亚历山大号（HMS Alexandre），于1808年报废并于1822年5月拆解出售。

### 闪电号
- 建造地：布什福尔
- 始建时间：1793年12月
- 下水时间：1799年5月18日
- 建成时间：1800年8月
- 结局：于1833年10月26日退役，并于1834年拆解。

### 强大号
- 建造地：土伦
- 始建时间：1794年8月
- 下水时间：1795年3月17日
- 建成时间：1795年10月
- 结局：1805年11月3日在奥特加尔角战役中被皇家海军俘虏，加入皇家海军并更名为HMS勇敢号（HMS Brave），于1816年4月拆解。

### 威廉·退尔号
- 建造地：土伦
- 始建时间：1794年9月
- 下水时间：1795年10月21日
- 建成时间：1796年7月
- 结局：1800年3月31日在马耳他附近被皇家海军俘虏，加入皇家海军并更名为HMS马耳他号（HMS Malta），于1840年8月拆解。

### 富兰克林号
- 建造地：土伦
- 始建时间：1794年11月
- 下水时间：1797年6月25日
- 建成时间：1798年3月
- 结局：1798年8月2日在尼罗河战役中被皇家海军俘虏，加入皇家海军并更名为HMS老人星号（HMS Canopus），于1887年10月拆解[6]。

## 引用
1. 1 2  Winfield, Rif; Roberts, Stephen S. . Naval Institute Press. 2017. ISBN 978-1-4738-9351-1.
2. ↑  Guy Richard, Européens et espaces maritimes au XVIIIe siècle, Paris, Éditions du Temps, 1997, 190 p. (ISBN 2-84274-006-8)
3. ↑  .   [2024-12-23]. （原始内容存档于2024-11-30）.
4. 1 2 3  Winfield, Rif; Roberts, Stephen S. . Seaforth Publishing. 2015: 56. ISBN 978-1-84832-204-2.
5. ↑  Archives nationales, fonds Marine, B5-28.
6. ↑  Winfield, Rif; Roberts, Stephen S. . Seaforth Publishing. 2015: 57–58. ISBN 978-1-84832-204-2.